# Pigro (Pino Daniele)
Pigro è un singolo del cantautore italiano Pino Daniele, pubblicato il 25 marzo 2004 come primo estratto dall'album in studio Passi d'autore.

## Descrizione
Il brano ha raggiunto la top 5 dei più trasmessi in radio Alcuni ascoltatori hanno notato che una parte della melodia di Pigro presenta somiglianze con quella di Cheek to Cheek, standard jazz composto da Irving Berlin nel 1935.

## Tracce
1. Pigro